# رز ابری
رز ابری یا رز آبریکا، (نام علمی: R. abrica) نام یک گونه از سرده رز است که توسط کارشناسان ایرانی جهاد کشاورزی در ایران به ثبت رسیده و در مرحله ثبت جهانی قرار دارد.

## اطلاعات پایه
وجود صفاتی از جمله خار قلابی، پرپر بودن گلبرگ‌ها و گلبرگ‌های بدون لب یا به ندرت لب‌دار این گونه را از بقیه مجزا می‌سازد. البته رز آبریکا بیشترین نزدیکی را به نسترن زرد (R. foetida) نشان می‌دهد ولی در صفاتی مثل تعداد برگچه‌ها، گل‌آذین خوشه‌ای، کاسبرگ کامل یا به‌ندرت لب‌دار، خامه کرک‌دار، هیپانتیوم همیشه بدون کرک و دمگل بدون کرک با آن تفاوت دارد.
پس از ثبت و کشف، این گل، رز ابری (R. abrica) نام گرفت، نام این گل مخفف حروف لاتین پژوهشکده بیوتکنولوژی کشاورزی ایران است؛ و با روش افزایش سطح پولیدی و دو برابر کردن کروموزوم‌ها تولید شده‌است و تجزیه خوشه‌ای و رسته‌بندی به‌خوبی آن را به صورت یک گروه جداگانه از بقیه گونه‌های این بخش جدا نمود.
این نوع رز، به روشت کشت بافتی به دست می‌آید که می‌توان میلیون‌ها شاخه از آن را به صورت کوتاه مدت به عمل آورد و از هرگونه آفت و بیماری در امان نگاه داشت. رنگ این رز بین سفید و صورتی است و خاصیت‌های تجاری و ویژگی گل‌های شاخه بریده را دارد.

## اختراع
کار تخصصی بر روی اصلاح ژن گل رز، در سال ۱۳۸۳ در ایران آغاز شد. در گام نخست، رزهای وحشی جمع‌آوری شدند و بر روی ژن‌های آنها تحقیقات شروع شد. تحقیقات بر روی اصلاح ژنتیک رزها سبب شد تا رز جدید ایرانی شکل بگیرد. این تحقیقات در پژوهشگاه بیولوژیک کشاورزی ایران انجامید که در سال ۱۳۶۲ آغاز به کار کرده‌است و بخشی از مؤسسه اصلاح نهال و بذر کرج واقع در استان البرز بود و در سال ۱۳۷۸ به شکل مستقل درآمد. فعالیت‌های پژوهشی این مؤسسه بیشتر در زمینه تحقیقات مولکولی و بیوتکنولوژی گیاهی پیشرفته است.
این‌گونه رز توسط گروهی از محققان ایرانی (پریسا کوباز، مریم جعفرخانی کرمانی، زهرا حسینی، ابوالفضل جوکار، محبوبه خاتم‌ساز) کشف و شناسایی شد این اختراع در لابلای طرح بلند مدت اصلاح ژن‌های گل‌های رز در وزارت جهاد کشاورزی کشف و به ثبت رسید. خیام نکویی از متخصصان جهاد کشاورزی در خصوص نامگذاری این رز گفته‌است: «نام این گل مخفف حروف لاتین پژوهشکده بیوتکنولوژی است که با روش افزایش سطح پولیدی و دو برابر کردن کروموزوم‌ها تولید شد. گلی که از لحاظ تجاری کاملاً ارزشمند است.» این پزوهشگران هم‌اکنون بر روی جمع‌آوری گل‌های جدید از جهان و ترکیب ژنتیکی آنها هستند.